# Phylloscyrtus
Phylloscyrtus is een geslacht van insecten die behoren tot de familie van de krekels (Gryllidae). De wetenschappelijke naam van het geslacht is voor het eerst geldig gepubliceerd in 1844 door Guérin-Méneville. Het geslacht omvat acht soorten. De soorten van dit geslacht komen voor in Noord-, Midden- en Zuid-Amerika.

## Soorten
Hieronder volgt een lijst van soorten van dit geslacht:
- Phylloscyrtus amoenus
- Phylloscyrtus cicindeloides
- Phylloscyrtus elegans
- Phylloscyrtus intermedius
- Phylloscyrtus rehni
- Phylloscyrtus trinotatus
- Phylloscyrtus viridicatus
- Phylloscyrtus vittatus